# Bornstedt (Börde)
Bornstedt is een plaats en voormalige gemeente in de Duitse deelstaat Saksen-Anhalt en maakt deel uit van de gemeente Hohe Börde in het district Börde.
Bornstedt telt 452 inwoners.